# Конец (фильм)
«Конец» (англ. The End) — художественный фильм режиссёра Джошуа Оппенхаймера. В главных ролях в фильме снялись Тильда Суинтон, Джордж Маккей и Мозес Ингрэм. Премьера фильма состоялась 31 августа 2024 года на кинофестивале «Теллурайд».

## Сюжет
Семья нефтяного магната переживает конец света в подземном бункере, на протяжении двух десятилетий не поднимаясь на поверхность. В семье растёт двадцатилетний сын, который ни разу не выходил за пределы бункера и никогда не видел внешнего мира. Они пытаются подавить в себе чувство вины за то, что оставили близких, и за то, что отец внёс свой вклад в конец света.

## В ролях
- Тильда Суинтон
- Джордж Маккей
- Мозес Ингрэм
- Майкл Шеннон
- Брона Галлахер[англ.]
- Тим Макиннерни
- Ленни Джеймс

## Производство
В октябре 2021 года стало известно, что Джошуа Оппенгеймер станет режиссёром нового фильма для кинокомпании Neon, а Тильда Суинтон, Джордж Маккей и Стивен Грэм исполнят главные роли. В марте 2023 года к актёрскому составу присоединились Мозес Ингрэм, Майкл Шеннон, Брона Галлахер, Тим Макиннерни и Ленни Джеймс, а Грэм покинул фильм.
Съёмки начались в Ирландии в марте 2023 года, также съемки пройдут в Италии и Германии. Фильм получил финансирование в размере 480 000 евро от компании Eurimages.
Премьера состоялась 31 августа 2024 года на кинофестивале «Теллурайд».